# Северна Америка (регија)
Северна Америка је најсевернија регија која припада Америкама, различит од северноамеричког континента, али ипак део њега, који укључује све територије северно од Средње Америке. Геополитички, према шеми географских регија и подрегија коју користе Уједињене нације, Северна Америка се састоји од:
- Канаде
- Сједињених Држава
- Гренланда, самоуправљајуће острво Данске
- острва Свети Пјер и Микелон, прекоморска територија Француске
- острва Бермуда, прекоморска територија Велике Британије

## Дефиниције
Мапе које идентификују регију датирају из 1755. године (L'Amerique septentrionale на француском) кога су у то време окупирале Француска, Велика Британија и Шпанија. Данас, Северна Америка укључује Канаду и САД, развијене земље које показују веома висок степен људског развоја и јаку економску интеграцију, док деле многе социо-економске карактеристике, укључујући релативно ниске али повећавајуће дивергентне демографске шеме (нпр. нивое плодности).
Геополитички, Хаваји — Америчка савезна држава која се налази у Пацифику — такође се убрајају у Северну Америку. Због своје удаљености, физичко-географски, хавајски архипелаг се често убраја са осталим полинежанским територијама Океаније. Тај архипелаг је, такође, лингвистички полинежански.